# Yuan-Cheng Fung
Yuan-Cheng Bert Fung (Jiangsu, 15 de setembro de 1919 – San Diego, 15 de dezembro de 2019) foi um dos fundadores da bioengenharia e o "Fundador da Moderna Biomecânica".
Obteve o grau de bacharel em 1941 e mestrado em 1943 pela Universidade Nacional Central da China, e o grau de Ph.D. no Instituto de Tecnologia da Califórnia, em 1948. Foi professor da Universidade da Califórnia em San Diego.
É autor de numerosos livros, dentre eles Foundations of Solid Mechanics, Continuum Mechanics, e vários livros sobre biomecânica.
É também um dos principais fundadores do periódico Journal of Biomechanics.
Foi agraciado com a Medalha Theodore von Karman (1976), e com a Medalha Timoshenko (1991).
Foi eleito para a Academia Nacional de Ciências dos Estados Unidos, em 1993.

## Lei de Fung
Equação constitutiva para tecidos moles precondicionados
{\displaystyle \psi ={\frac {1}{2}}\left[q+c\left(e^{Q}-1\right)\right]}
com
{\displaystyle q=a_{ijkl}E_{ij}E_{kl}\qquad Q=b_{ijkl}E_{ij}E_{kl}}
sendo contrações quadraticas do tensor das tensões de Green-Lagrange {\displaystyle E_{ij}} e {\displaystyle a_{ijkl}}, {\displaystyle b_{ijkl}} e {\displaystyle c} sendo constantes do material . {\displaystyle \psi } é a energia livre de Helmholz, que é a energia disponível para realizar deformação mecânica, para uma dada temperatura.

## Obras
- First course in continuum mechanics, Prentice-Hall 1969, 3. Edição 1994
- Foundations of solid mechanics, Prentice-Hall 1965
- Introduction to the theory of aeroelasticity, Wiley 1955, Reprint Dover 1969, 2008
- Selected works on biomechanics and aeroelasticity, 2 Volumes, World Scientific 1997
- Biomechanics: mechanical properties of living tissues, 2. Edição, Springer Verlag 1993
- Biomechanics: motion, flow, stress, and growth, Springer Verlag 1990
- Biodynamics: circulation, Springer Verlag 1984
- Editor: Introduction to Bioengineering, World Scientific 2001
- com Pin Tong: Classical and computational solid mechanics, World Scientific 2001